# Río Tol
El río Tol es un corto río costero del norte de España que discurre por el occidente del Principado de Asturias. 

## Toponimia
Para el origen de su nombre, que coincide con el de una población del concejo de Castropol, Xosé Lluis García Arias, en su libro Pueblos asturianos: el porqué de sus nombres explica que se trata de un antropónimo, esto es un topónimo derivado del nombre de una persona. Procedería del genitivo de TULLIUS/TULLUS.

## Curso
Nace en Penadecabras, en el concejo de Tapia de Casariego y desemboca en el Mar Cantábrico, entre Punta del Campón y El Sareyo. Tiene una longitud entre 5-10 km y carece de afluentes notables. Atraviesa las poblaciones de Serantes y Tol.

## Fauna
Según muestreos de pesca eléctrica acometidos entre los años 1997 y 2019, referencias bibliográficas y comunicaciones orales fidedignas, en el río Tol se han detectado especímenes de anguila.